# Doctor Sueño
Doctor Sueño es una novela de Stephen King, secuela de la novela El resplandor (1977), escrita por el mismo autor, publicada en septiembre de 2013. King mencionó la idea por primera vez en noviembre de 2009. El sitio web oficial del autor confirmó el proyecto el 26 de septiembre de 2011. La edición en audiolibro de la novela de Stephen King de 2012 La Torre Oscura: El viento por la cerradura, publicada el 24 de abril de 2012, contiene el prólogo de la novela, leído por el autor. La publicación en formato de libro electrónico de In the Tall Grass, una novela corta escrita por King y Joe Hill King, su hijo, contiene el texto de este extracto. Al describir la novela en su sitio oficial, King afirmó que es un regreso al terror fuerte.

## Antecedentes
El 19 de noviembre de 2009, mientras estaba en una gira promocional en Toronto, Ontario para la publicación de su nueva novela La cúpula, durante una lectura en el Canon Theatre que estaba siendo moderada por el cineasta David Cronenberg, Stephen King describió a la audiencia una idea para una secuela de su novela El resplandor, de 1977. La historia, dijo King, seguiría a un personaje de la novela original, Danny Torrance, ahora en sus cuarenta, viviendo en el área no metropolitana de Nueva York, donde trabaja como camillero en un hospicio y ayuda a pacientes terminales a morir, utilizando algunos poderes extraordinarios. Más tarde, el 1 de diciembre de 2009, Stephen King publicó una encuesta en su sitio web oficial, llamando a los visitantes a votar por el libro que debería escribir a continuación, Doctor Sueño o la próxima novela de La Torre Oscura en ese entonces:

Mencioné dos proyectos potenciales mientras estaba en el camino, uno un nuevo libro de Mundo-Medio (no directamente sobre Roland Deschain, pero sí, él y su amigo Cuthbert aparecen en el mismo, cazando a un "Hombre-Piel", que es como se llama a los hombres lobo en ese reino perdido) y una secuela de El resplandor llamada Doctor Sueño. ¿Estás interesado en leer alguno de estos? Si es así, ¿cuál quisieses? [Nosotros] estaremos contando tus votos (y por supuesto que no significa nada si la musa no habla).

La votación terminó el 31 de diciembre de 2009, y se reveló que Doctor Sueño recibió 5.861 votos, mientras que El viento por la cerradura recibió 5.812.
El 23 de septiembre de 2011, Stephen King recibió el Premio Mason en el evento Fall for the Book (Otoño para el libro), realizado en la Universidad George Mason, en Farifax, Virginia, durante el cual leyó un extracto de Doctor Sueño. El sitio oficial del autor confirmó tres días después que King se encontraba en ese momento trabajando en la novela. King finalizó el trabajo del primer borrador a principios de noviembre de 2011. El 19 de febrero de 2012, el autor leyó la sección inicial de Doctor Sueño en el Festival del Libro de Savannah, en Savannah, Georgia.

## Información de publicación
El 8 de mayo de 2012, el sitio web oficial de Stephen King anunció al 15 de enero de 2013 como la fecha de publicación provisional para Doctor Sueño. El libro estuvo disponible para preventa ese mismo día, con un total de 544 páginas y el código ISBN 978-1-4516-9884-8. Sin embargo, la fecha exacta fue cambiada al día siguiente con la afirmación de que una nueva fecha de publicación se publicaría próximamente, y los elementos para la preventa fueron removidos. Stephen King no estaba satisfecho con el borrador actual de la novela y sintió que el mismo necesitaba pasar por varias ediciones. El 18 de septiembre de 2012, se anunció al 24 de septiembre de 2013 como la fecha de publicación.

## Argumento
Con Doctor Sueño, Stephen King regresa a los personajes y territorio de una de sus novelas anteriores, El resplandor. La novela presenta a Dan Torrance (el niño protagonista de El resplandor), ya de mediana edad, y a Abra Stone, la niña de doce años, a la cual debe salvar del Nudo Verdadero, un grupo de viajeros en autocaravana casi inmortales que van por el país alimentándose de los niños que poseen el don del "resplandor". Dan ha estado a la deriva durante décadas, en un intento de escapar de la herencia de su padre, pero finalmente se ha establecido en un pueblo de Nueva Hampshire y trabaja en un asilo de ancianos, donde sus habilidades mentales remanentes proporcionan consuelo a los moribundos. Con la ayuda de un gato que tiene el poder de predecir quién va a morir, Dan se convierte en "Doctor Sueño".

## Personajes

### Daniel Torrance
Daniel Anthony "Dan" Torrance, (anteriormente apodado "Danny" Torrance), primero es un niño de 5 años al cual los fantasmas del Hotel Overlook aún lo persiguen. Más adelante se convierte en un adulto alcohólico que utiliza la bebida para mitigar su habilidad denominada "resplandor". Luego una niña, llamada "Abra Stone" se comunica con éste ya que dispone de mucho mayor resplandor que Dan, y también por un vínculo que los une. Posteriormente se embarca en una aventura terrorífica con esta niña, ayudado por otros personajes.

### Abra Rafaela Stone
Abra "Abby" Rafaela Stone, es una niña con una gigantísima cantidad de la habilidad denominada "el resplandor". Su residencia es en la ciudad ficticia de Anninston, New Hampshire, donde se comunica mentalmente y de formas psíquicas con Dan Torrance, a quien denomina su tío según la "teoría de la relatividad de Abra". Contacta con un grupo de personas sumamente malignas denominado "el Nudo Verdadero" que se alimentan del resplandor, a base del asesinato de un niño con su misma habilidad llamado "Bradley Trevor". A partir de aquí comienzan los acontecimientos donde las dos historias (la del Nudo Verdadero y la de Abra y Dan) se fusionan para ser una sola.

### John Dalton
John Dalton es un médico, pediatra de Abra Stone y amigo de Dan Torrance. Se convence de la habilidad de la niña cuando sus padres la trasladan a revisar por sucesos muy raros ocurridos en su hogar, ya que están seguros de que lo ha provocado su hija. Acompaña en la historia a los personajes anteriores, y realiza acciones muy significativas, ayudando a los personajes.

### Billy Freeman
Billy Freeman es una persona encargada del mantenimiento municipal de Teenytown (ciudad donde residen Dan y él). Al igual que Dan, él también posee el resplandor (aunque en menor medida que Dan y, en ese momento, desconocía su posesión) y gracias a eso pregunta a Dan si necesita empleo en el momento en que lo ve. Se hace amigo de éste y más adelante conoce a Abra Stone, a quien protege en un determinado momento. Ayuda al grupo de Dan y Abra y da grandes aportes a éstos, al igual que John Dalton.

### Concetta Reynolds
Concetta "Chetta" Reynolds (apodada también cariñosamente como "Momo"), (nacida como Concetta Abruzzi), es la bisabuela de Abra, abuela de Lucy, y madre de Alessandra. Proviene de un pueblo italiano, del cual emigró hacia los Estados Unidos, con un gran conocimiento del idioma inglés. Tuvo que cuidar a su nieta Lucy desde la muerte de Alessandra, en un accidente de tráfico. Chetta, al principio de la novela, nota algo extraño en su nieta, una fuerza poderosa. Tiene un aporte significativo en el final del libro.

### David Stone
Es el padre de Abra que en un principio al igual que su esposa se muestra impresionado e incrédulo a las habilidades que su hija posee. Le cuesta asimilar la realidad por la que Abra está pasando pero finalmente cede y se vuelve un aliado de ella.

### Lucía Reynolds
Es la madre de Abra y al igual que su marido se muestra reacia a creer cualquier don sobrenatural que su hija tenga. Siente desconfianza hacia Dan cuando este le cuenta la historia del Nudo Verdadero y hace todo lo posible para cuidar la vida de Abra.

### Casey Kingsley
Es el director de alcohólicos anónimos en el que se atiende Dan. Cuando esté llega, Casey lo apadrina y es un gran pilar para la recuperación de Dan en contra del alcoholismo.

### El Nudo Verdadero
El Nudo verdadero es una tribu de seres paranormales data de, según lo que recuerda el Abuelo Flick, "cuando los europeos veneraban a los árboles". Entre los miembros más importantes se encuentran: Rose la Chistera, Papá Cuervo, Abuelo Flick, Barry el Chino, Andi Colmillo de Serpiente, Sarey La Callada, Jimmy el Números y el Nueces. Se alimentan de una sustancia a la que ellos llaman el "vapor", sacándoselo a los niños que esplenden mediante torturas y la muerte. Lo que toman de ellos, lo colocan y guardan en tubos para luego alimentarse de él. Viajan en caravanas con sus vehículos, (principalmente Winnebago y Bounder). Al detectar un niño del cual poder alimentarse, se dirigen a su posición (dependiendo de la situación). Al igual que una persona normal, llevan los papeles al día, por lo que cuando una autoridad los solicita (por ejemplo, un policía), encuentran todo en orden. Los miembros de este grupo no son humanos, por esa razón denominan a éstos como "paletos". Andi Colmillo de Serpiente menciona este término de la siguiente manera: "Nosotros somos los verdaderos humanos. Vuestra especie sólo sois... paletos".

#### Rose la Chistera
Rose la Chistera,  (nombre de "paleta": Rose O'Hara), es la líder del macabro grupo denominado "el Nudo Verdadero". Nació en Irlanda, más tarde, se unió al Nudo Verdadero. En su boca, cuando toman el vapor de los niños, sale un único diente, el cual se asemeja a un colmillo. De sus posesiones se destacan su EarthCruiser, único entre el Nudo Verdadero, comprado en Australia y por supuesto su chistera, a la cual debe su nombre y que usa siempre en la cabeza en un ángulo imposible dada la fuerza de gravedad terrestre. Su amante y también sublíder del grupo es Papá Cuervo. La chistera tiene gran importancia si vemos su significado fuera del término de etiqueta, las chisteras representan el arte (en el caso del nudo verdadero "el arte de tomar el vapor y seguir viviendo semi inmortalmente"), la magia (en el caso del nudo verdadero "la magia que poseen y la magia que absorben en forma de vapor") y la ilusión (en el caso del nudo verdadero "la ilusión de que parecen paletos comunes, pero en verdad son la tribu de demonios vacíos").

#### Andy Colmillo de Serpiente
Andy Colmillo de Serpiente (nombre de paleta Andrea Steiner) aparece como una joven mujer sin trabajo que se gana la vida haciendo que los hombres la inviten a salir, para luego dormirlos con una característica especial que posee y, así, robarles sus pertenencias. Rose la Chistera la observa en un cine haciendo esto con uno de los miembros de la tribu y la captura, dándole a elegir entre ser miembro del Nudo Verdadero o morir. Andy acepta y sobrevive la dolorosa conversión. Más adelante se hace pareja de Sarey la Callada.

#### Papá Cuervo
Papá Cuervo, (nombre de "paleto": Henry Rothman), es uno de los miembros más importantes del grupo "el Nudo Verdadero". Su amante es la líder de éste, Rose La Chistera. Entre sus habilidades se destaca su "sonrisa de negocios", la cual es capaz de convencer a una persona muy fácilmente. En su encuentro con Abra, Cuervo estaca su afinidad por Shakespeare, la cual se puede relacionar con la experiencia que se ha adquirido al pasar el tiempo. Utiliza sus habilidades y realiza una acción destacadísima, muy significativa para Rose.

#### Sarey la Callada
Su nombre de pila es Sarah Carter, tiene dificultades de comunicación, problemas para pronunciar y hablar correctamente. Recibe el apodo de  "Sarey la Callada".

#### Abuelo Flick
El abuelo Flick podría decirse que es el miembro más antiguo del nudo verdadero o el fundador de esta tribu de semi inmortales. Su poder psíquico principal es, que en cada discusión que se lleva a cabo con él, siempre termina convenciendo de su punto de vista. Con su poder termina seduciendo, convenciendo, fascinando y/o impresionando a otras personas, manipulándolas, y en consecuencia, obligándolas a hacer algo que en principio no querían.

## Adaptación al cine
Fue producida una adaptación cinematográfica del mismo nombre para la novela, dirigida por Mike Flanagan y protagonizada por Ewan McGregor, en el personaje de Danny Torrance, originario de la anterior versión de El resplandor. Warner Bros. estrenó la película en EE. UU. en noviembre de 2019.

## Posible secuela
Antes del estreno, Warner Bros. tenía suficiente confianza en la película como para contratar a Flanagan para una posible precuela con el título provisional de Hallorann, centrada en el personaje de Dick Hallorann  pero tras la mala taquilla de Doctor Sueño, el proyecto fue descartado.